# Pop in Q
Pop in Q (ポッピンQ, PoppinQ) est un film d’animation japonais réalisé par Naoki Miyahara et produit par Toei Animation,, sorti au Japon le 23 décembre 2016.

## Synopsis
L'histoire débute quelques jours avant la remise des diplômes dans un collège. Cinq filles sont préoccupées de leurs vies futures dans le monde réel. En effet, ces cinq jeunes filles se sont rencontrées dans un monde imaginaire. Ce monde connait une grande crise qui risque de le faire disparaître. Pour le sauver, elles doivent unir leurs cœurs au cours d'une danse. Pourront-elle sauver ce monde tout en obtenant leur diplôme ?

## Personnages
Isumi Kominato (小湊伊純, Kominato Isumi)
Voix japonaise : Asami Seto
Asahi Ōmichi (大道あさひ, Ōmichi Asahi)
Voix japonaise : Ari Ozawa (en)
Saki Tsukui (都久井沙紀, Tsukui Saki)
Voix japonaise : Tomoyo Kurosawa (en)
Aoi Hioka (日岡 蒼, Hioka Aoi)
Voix japonaise : Shiori Izawa
Konatsu Tomodate (友立 小夏, Tomodate Konatsu)
Voix japonaise : Atsumi Tanezaki